# Вратар на Жепи
Вратар је средњовјековни град у Републици Српској подигнут на брду изнад истоименог села недалеко од Хан Пијеска, у општини Рогатица. Град је припадао српској племићкој породици Дињичића и представљао је један од њихових граничних градова. Испод утврђења на локалитету Подграђе евидентирани су археолошки остаци занатског субурбја. Турци су га заузели 1463. године, након чега је недуго затим напуштен и срушен. Задњи помен Вратар града је из 1485. године.

## Положај и одлике
Саграђен је на неприступачном гребену изнад села, у облику неправилног петоугла дужине 120 метара и ширине до 28 метара. Уз сјеверни нешто неприступачнији бедем изграђене су три куле, правоугаона Донжон кула са дужином од 15 пута 10 метара и зидовима дебелим до 2,8 метара; бедемска осмоугаона кула промјера 7,2 и дебљином зида око 1,20 метара и сјеверозападна угаона кула овалног облика промјера око 6 метара. У средини јужног зида изграђена је правоугаона бедемска кула, док је у југоисточном углу упечатљива округла кула вањског промјера од око 6,5 метара.
 Од југоисточне куле према сјевероистоку видљив је одбрамбени зид утврђења. Недалеко од самог утврђења налази се самостална одбрамбена кула у народу позната као Дињичића кула. Њен вањски промјер износи око 9,5 м са дебљином зида 2 метра. Тврђава је датирана у касни средњи вијек.
На самој тврђави налазе се два стећка православне орјентације, један сљемењак и други у облику сандука. Испод града на локалитету Јасик налази се још 8 стећака.

## Галерија
Фотографије са тврђаве.
- поглед са тврђаве
- Јеринина столица
- остаци куле
- одбрамбена кула
- поглед
- стећци на тврђави